# 勞巴赫米勒魏爾湖

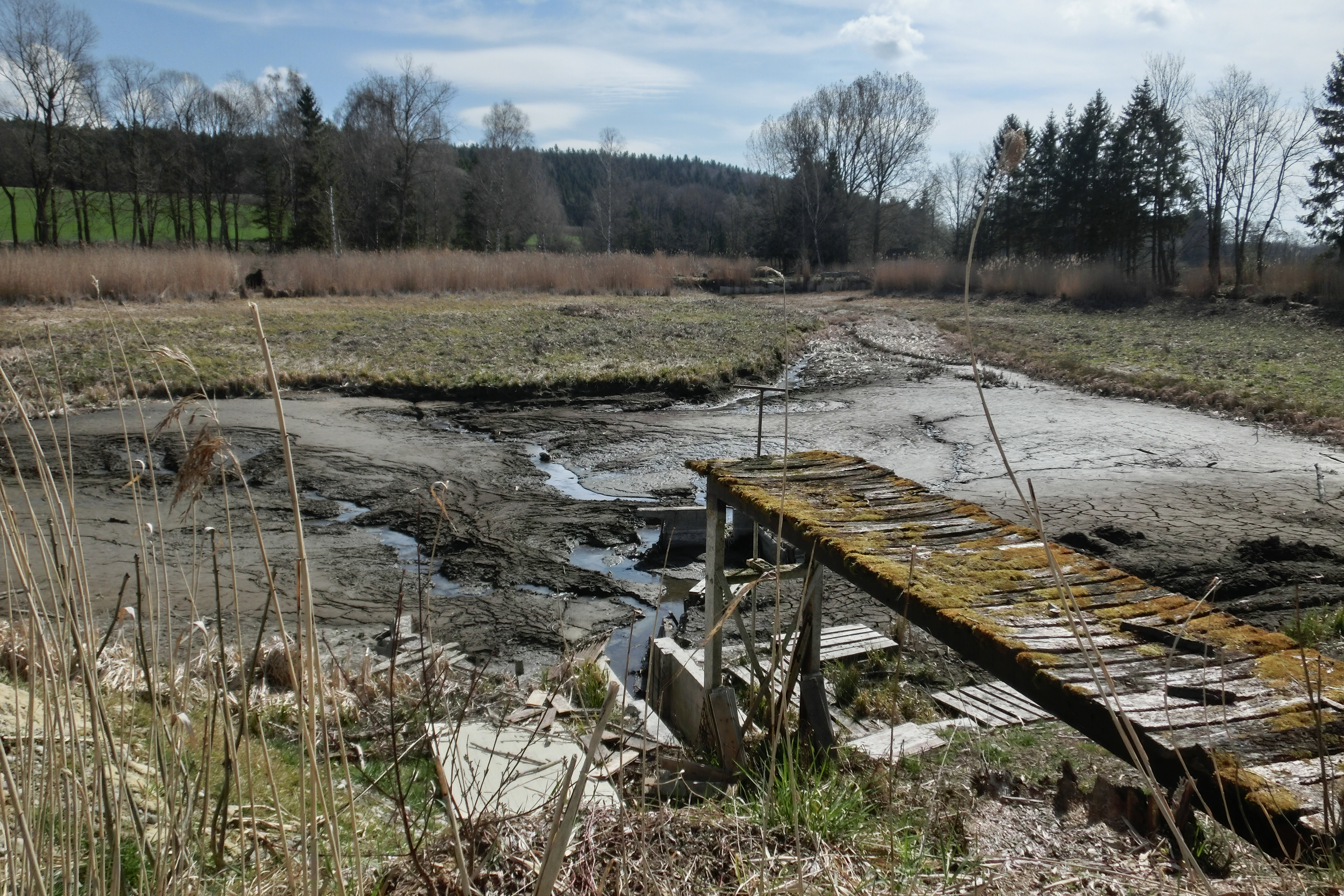

47°55′16″N 9°24′4″E / 47.92111°N 9.40111°E
勞巴赫米勒魏爾湖（德語：Laubbacher Mühleweiher），是德國的湖泊，位於該國西南部，由巴登-符騰堡州負責管轄，處於錫格馬林根縣，面積0.01平方公里，海拔高度610米，平均水深1.6米，最大水深3.3米，水體容量1.1萬立方米。